# Ralph Jackson
Ralph A. Jackson III (Los Angeles, 26 ottobre 1962) è un ex cestista statunitense, professionista nella NBA.

## Carriera
È stato selezionato dagli Indiana Pacers al quarto giro del Draft NBA 1984 (71ª scelta assoluta).